# Evangelistti
Evangelistti - La Fraternidad de los Evangelistas
La Fraternidad de los Evangelistas † es una hermandad fundada en España en el siglo XVI - el año del Señor de 1536 - por un grupo de doce nobles españoles con el mayor propósito de preservar los principios fundamentales del cristianismo frente a movimientos que proponían una serie de intentos de reforma de la Iglesia católica, que llegó a ser conocido en la historia como la Reforma Protestante.
En el año del Señor de 1587 la Hermandad comenzó una nueva etapa filosófica, recibiendo influencias pensador Giordano Bruno (1548-1600) y sus sermones públicos en Oxford (1583), que abogaban por la restauración de la religión original (Culto Solar)Dios solar y una visión panteísta de la Deidad. Junto con los ideales de Giordano Bruno la Sociedad de Evangelistas hermandad comenzó a adoptar el punto de vista del cristianismo primitivo - carente de dogmas sociales y políticos, abierto a todo el que quiera seguir al hombre libre - al igual que los apóstoles, especialmente Juan predicó.
Sin embargo, solo en el año del Señor de 1753 que la Hermandad ha ganado su primera sede propia-Temple - y fue rebautizado - Hermandad del Templo de los Evangelistas - ganando también el estado de la Orden Esotérica. También ese mismo año la Orden comenzó a dividirse en dos grupos de iniciados: los partidarios de la Orden que mantiene su membresía en paralelo con sus vidas fuera de la fraternidad y los aficionados de la Orden guiado por una vida monástica. El siguiente (1754) el año dos nuevas oficinas de la Hermandad fueron establecidos: uno en la ciudad de Génova (Italia) y otro en París (Francia). Algunos años más tarde, tres nuevas oficinas se establecieron en España. Desde entonces, la Fraternidad del Templo de los Evangelistas ha ayudado a mantener vivos los principios del cristianismo como la Conciencia de Cristo, receptáculo Tradición Primordial de la excelencia y el conocimiento del hombre, la naturaleza y la Divinidad presente en todas las cosas.
Patrón San Juan Evangelista
Juan Evangelista, Apóstol Virgen, es, sin duda, una de las mayores referencias del esoterismo cristiano, ganando el título de "el discípulo a quien Jesús amaba". Cerca de la Cruz, Nuestra Señora del Redentor recibió como Madre, y Ella (como Fuente de la Sabiduría) certeza doctrinal que le valió el título de Iglesias "el Teólogo" por excelencia. En la tradición cristiana, San Juan Evangelista es la Torre de El amor en el Templo de Dios.
"En el principio era el Verbo, y el Verbo era con Dios, y el Verbo era Dios." 
Este Evangelio es una de las más sublimes textos que se han escrito, le dio una formación básica en la teología y se relaciona con la concepción divina del Verbo hecho hombre.
- Datos: Q17631796